# Otto Butz
Otto Butz (* 5. Oktober 1876 in Bad Honnef; † 8. Oktober 1958 in Potsdam) war ein deutscher Tierzuchtwissenschaftler.

## Leben
Otto Butz studierte Landwirtschaft an der Landwirtschaftlichen Hochschule Poppelsdorf und den Universitäten Jena und Halle. 1899 wurde er Mitglied des Corps Agraria Bonn. Noch im selben Jahr schloss er sich dem Corps Agronomia Jena an. Nach der Promotion zum Dr. phil. in Jena bei Prof. Wilhelm Edler (Druck in Halle) wurde er Zuchtdirektor für die Provinz Sachsen und das  Fürstentum Anhalt im Tierzuchtamt Dessau. In dieser Funktion beeinflusste er in der Zeit vor dem Ersten Weltkrieg die Züchtung und Fütterung von Rindern und Schweinen maßgeblich. In der Folge wurde er Referent für Tierzucht und Regierungsrat im preußischen Landwirtschaftsministerium. 1918 wurde er zudem Mitglied des Verwaltungsrats der Versuchswirtschaft für Schweinehaltung, -fütterung und -zucht GmbH, der späteren Forschungsanstalt für Schweinehaltung in Ruhlsdorf. Außerdem erhielt er eine Dozentur für Tierzucht an der Landbauschule in Potsdam, später in Oranienburg-Luisenhof. Nach dem Zweiten Weltkrieg wurde er Abteilungsleiter für Viehzucht bei der Landesregierung von Brandenburg. An der durch seine Initiative wiedereröffneten landwirtschaftlichen Fachschule Oranienburg lehrte er bis zu seinem 75. Lebensjahr.
Zusammen mit Wilhelm Gatermann war Otto Butz 1922 Herausgeber des vierbändigen Werks Die deutschen Herdbuchzuchten. Zusammen mit Gustav Frölich und dem Tierzuchtwissenschaftler Karl Müller war er Herausgeber der Zeitschrift Schweinezucht.

## Auszeichnungen
- Ernennung zum Landesökonomierat[1]

## Schriften
- Merkbuch über die Fütterung der landwirtschaftlichen Nutztiere, 1912
- Praktische Anleitung zum Messen von Pferden, 1921
- Deutsche Hochzuchten, Teil Bd. 3., Schweinehochzuchten / von E. Ramm. Hrsg. v. O. Butz, 1922
- Deutsche Hochzuchten, Teil Bd. 4., Schafhochzuchten / von E. Ramm. Hrsg. v. O. Butz, 1922
- Das Messen der Haustiere (Pferde, Rinder, Schweine, Schafe), 1934
- Grundlagen des Voranschlages, 2. neubearbeitete Auflage, 1944
- Die Fütterung, 2. neubearbeitete Auflage 1944
- Fütterungslehre, 1947
- Tierzucht, Teil: I., Anatomie und Physiologie / Lehrbrief 3, 1953